# Горњи Чехи
Горњи Чехи су насеље у саставу града Загреба. Налази се у четврти Нови Загреб — запад. До територијалне реорганизације у Хрватској налазили су се у саставу ужег подручја Града Загреба.

## Становништво
На попису становништва 2011. године, Горњи Чехи су имали 363 становника.

## Попис1991.
На попису становништва 1991. године, насељено место Горњи Чехи је имало 325 становника, следећег националног састава:
| Попис 1991.‍  | Попис 1991.‍  | Попис 1991.‍ | Попис 1991.‍ | Попис 1991.‍ |
| ------------ | ------------ | ----------- | ----------- | ----------- |
|              |              |             |             |             |
| Хрвати       | Хрвати       |             | 324         | 99,69%      |
| неопредељени | неопредељени |             | 1           | 0,30%       |
| укупно: 325  |              |             |             |             |